# Jochen Mass
Jochen Richard Mass (Dorfen, 1946. szeptember 30. – Cannes, 2025. május 4.) német autóversenyző, az 1989-es Le Mans-i 24 órás verseny győztese.

## Pályafutása
Először a Formula–2-ben szerepelt, majd az 1973-as argentin nagydíjon mutatkozott be a Formula–1-ben a Surtees csapat színeiben. 1975-ben a McLaren csapat második embere volt Emerson Fittipaldi mögött, a spanyol nagydíjon megszerezte pályafutása egyetlen Formula–1-es győzelmét. 1976-ban a McLaren-Ford csapattársának leigazolta James Hunt-ot. 1978-ban az ATS-hez igazolt, de a brit nagydíjon tesztelés közben eltörte a lábát. 1979-ben és 1980-ban az Arrows színeiben versenyzett. Az 1981-es szezont kihagyta, egy évvel később a March csapatával tért vissza, de kevés sikerrel. Utolsó versenye az 1982-es francia nagydíj volt. Ezután a sportkocsiversenyen szerepelt, 1989-ben a Mercedes képviseletében megnyerte a Le Mans-i 24 órás autóversenyt. A következő idényben a gyár fiatal versenyzőit oktatta, majd 1991 végén visszavonult. 1994 és 1998 között a német RTL televíziós csatorna kommentátora volt.

## Halála
2025 februárjában agyvérzést kapott, amely komplikációinak következtében május 4-én elhunyt.

## Teljes Formula–1-es eredménysorozata
(Táblázat értelmezése)

(Félkövér: pole-pozícióból indult; dőlt: leggyorsabb kört futott) 

| Év   | Csapat  | 1      | 2      | 3      | 4      | 5      | 6      | 7      | 8      | 9      | 10     | 11     | 12     | 13     | 14     | 15     | 16     | 17     | Helyezés | Pont |
| ---- | ------- | ------ | ------ | ------ | ------ | ------ | ------ | ------ | ------ | ------ | ------ | ------ | ------ | ------ | ------ | ------ | ------ | ------ | -------- | ---- |
| 1973 | Surtees | ARG    | BRA    | RSA    | ESP    | BEL    | MON    | SWE    | FRA    | GBR Ki | NED    | GER 7  | AUT    | ITA    | CAN    | USA Ki |        |        | 24.      | 0    |
| 1974 | Surtees | ARG Ki | BRA 17 | RSA Ki |        |        |        |        |        |        |        |        |        |        |        |        |        |        | 23.      | 0    |
| 1974 | Surtees |        |        |        | ESP Ki | BEL Ki | MON Ni | SWE Ki | NED Ki | FRA Ki | GBR 14 | GER Ki |        |        |        |        |        |        | 23.      | 0    |
| 1974 | McLaren |        |        |        |        |        |        |        |        |        |        |        | AUT    | ITA    | CAN 16 | USA 7  |        |        | 23.      | 0    |
| 1975 | McLaren | ARG 14 | BRA 3  | RSA 6  | ESP 1  | MON 6  | BEL Ki | SWE Ki | NED Ki | FRA 3  | GBR 7  | GER Ki | AUT 4  | ITA Ki | USA 3  |        |        |        | 8.       | 20   |
| 1976 | McLaren | BRA 6  | RSA 3  | USW 5  | ESP Ki | BEL 6  | MON 5  | SWE 11 | FRA 15 | GBR Ki | GER 3  | AUT 7  | NED 9  | ITA Ki | CAN 5  | USA 4  | JPN Ki |        | 9.       | 19   |
| 1977 | McLaren | ARG Ki | BRA Ki | RSA 5  | USW Ki | ESP 4  | MON 4  | BEL Ki | SWE 2  | FRA 9  | GBR 4  | GER Ki | AUT 6  | NED Ki | ITA 4  | USA Ki | CAN 3  | JPN Ki | 6.       | 25   |
| 1978 | ATS     | ARG 11 | BRA 7  | RSA Ki | USW Ki | MON NK | BEL 11 | ESP 9  | SWE 13 | FRA 13 | GBR Hn | GER Ki | AUT NK | NED NK | ITA    | USA    | CAN    |        | -        | 0    |
| 1979 | Arrows  | ARG 8  | BRA 7  | RSA 12 | USW 9  | ESP 8  | BEL Ki | MON 6  | FRA 15 | GBR Ki | GER 6  | AUT Ki | NED 6  | ITA Ki | CAN NK | USA NK |        |        | 18.      | 3    |
| 1980 | Arrows  | ARG Ki | BRA 10 | RSA 6  | USW 7  | BEL Ki | MON 4  | FRA 10 | GBR 13 | GER 8  | AUT NK | NED Ni | ITA    | CAN 11 | USA Ki |        |        |        | 17.      | 4    |
| 1982 | March   | RSA 12 | BRA 8  | USW 8  | SMR Vi | BEL Ki | MON NK | DET 7  | CAN 11 | NED Ki | GBR 10 | FRA Ki | GER    | AUT    | SUI    | ITA    | LVS    |        | -        | 0    |

## Fordítás
- Ez a szócikk részben vagy egészben  a   Jochen Mass című angol Wikipédia-szócikk fordításán alapul.  Az eredeti cikk szerkesztőit annak laptörténete sorolja fel. Ez a jelzés csupán a megfogalmazás eredetét és a szerzői jogokat jelzi, nem szolgál a cikkben szereplő információk forrásmegjelöléseként.